# گو یان
گو یان (انگلیسی: Guo Yan؛ زادهٔ ۲۴ ژوئن ۱۹۸۲) یک بازیکن تنیس روی میز اهل جمهوری خلق چین است. 
وی در مسابقات کشوری و بین‌المللی در مجموع برنده ۵ مدال طلا، ۵ مدال نقره، ۳ مدال برنز شده‌است.